# Stazione di Serra Partucci
La stazione di Serra Partucci è stata una stazione ferroviaria posta lungo la ex linea ferroviaria a scartamento ridotto Arezzo-Fossato di Vico chiusa nel 22 maggio 1945 a causa dei bombardamenti della Seconda guerra mondiale, era a servizio della località Serra Partucci del comune di Umbertide.